# Tankai Genshō
Tankai Genshō (ur. 1811, zm. 1898; jap. 潭海玄昌) – ascetyczny japoński mistrz zen szkoły rinzai. 

## Życiorys
Pochodził z Mino w prowincji Gifu. Jako młody człowiek podjął bardzo rygorystyczny ascetyczny program w klasztorach szkoły rinzai w rejonie, z którego pochodził. Praktykował pod kierunkiem takich mistrzów jak Shunnō Zen’etsu w Eiho-ji i Settan Shōboku w Zuiryū-ji. Acetyczna praktyka odbiła się na jego zdrowiu. 
W latach 1848–1854 praktykował w pustelniach w rejonie Yamanashi. Jego poszukiwania doprowadziły go w końcu do mistrza Karyō Zuika (1793-1859), który prowadził klasztor Hōrin w dystrykcie Kanagawa. Wkrótce został spadkobiercą Dharmy mistrza Karyō. Po jego śmierci opatem Hōrin-ji został Tankai, który piastował to stanowisko w latach 1859-1872.
Wiele podróżował po Japonii. Z tych podróży wyprowadził wniosek, że w obliczu modernizującej się Japonii, jeśli mnisi i laikat rinzai mają przetrwać, to konieczny będzie mocny intelektualny trening oraz nieustępliwa moc charakteru. Podczas spotkań z wiernymi przygotowywał ich zarówno do obrony tradycji jak i przyjmowania otwarcie nowego. Po pierwszych atakach na buddyzm, kiedy wydawało się, że może on zniknąć z publicznej przestrzeni, rząd wydał szereg stabilizujących dekretów, co wzmocniło pozycję Tankaia.
W roku 1872 prowadził klasztor Daikyō, a w 1873 został na rok opatem prestiżowego klasztoru Myōshin. W tym okresie interesowały go głównie sprawy związane z kształceniem. Założył ośrodki edukacyjne i wygłaszał wykłady, które przyniosły mu olbrzymią popularność. Nie ograniczał się w nich tylko do wyjaśniania literatury zen, ale mówił także o sutrach, szczególnie o Sutrze Diamentowej i Sutrze Lotosu.
W 1891 roku rozpoczął budowę budynku mnichów w Eiho-ji (Kokeizan). Po ukończeniu prac przekazał go do prowadzenia jego najwybitniejszemu uczniowi - Dokutanowi Sōsanowi.
Mistrz Tankai Genshō zmarł w 1898 roku.
Jego doskonale przygotowani uczniowie stali się podporą szkoły rinzai w okresie antybuddyjskiej agitacji w okresie Meiji.

## Linia przekazu Dharmy zen
Pierwsza liczba oznacza liczbę pokoleń mistrzów od 1 Patriarchy indyjskiego Mahakaśjapy.
Druga liczba oznacza liczbę pokoleń od 28/1 Bodhidharmy, 28 Patriarchy Indii i 1 Patriarchy Chin.
Trzecia liczba oznacza początek nowej linii przekazu w danym kraju.
- 69/42/15. Takujū Kosen (Daido Enkan) (1760–1833)

- 70/43/16. Sozan Genkyō (Jinki Myoyo) (1798–1868)

- 71/44/17. Tankai Genju (1832–1903)
- 71/44/17. Gisen Monetsu (1845–1915)
- 71/44/17. Choshu Genkai (1830–1903)
- 71/44/17. Horin Ginan (1847–1898)

- 72/45/18. Tsu’o Sotetsu (1868–1933)

- 71/44/17. Kasan Zenryo (1824–1893)

- 72/45/18. Tetsuo Chisei (1879–1837)
- 72/45/18. Sōhan Gempō (Sōhan Genhō) (1848–1922)

- 73/46/19. Tsuzan Soen (bd)
- 73/46/19. (Yamamoto) Gempō Giyū (1865–1861)

- 74/47/20. (Nakagawa) Sōen Genju (19 marca 1907-11 marca 1984) USA - szkoła ameryk. rinzai

- 75/48/21. Suzuki Sochu (1921–1 stycznia 1990)
- 75/48/21. Maurine Myoon Freedgood (3 marca 1922-26 lutego 1990)
- 75/48/21. Shimano Eidō Tai (ur. 1932)

- 76/49/22. Jiro Andy Afable (ur. 1943)
- 76/49/22. Roko Sherry Chayat (ur. 1943)
- 76/49/22. Junpo Denis Kelly (bd)
- 76/49/22. Genjo Kokan Marinello (ur. 5 listopada 1954)
- 76/49/22. John Denko Mokudo Mortensen (ur. 1947)

- 74/47/20. Fujimori Kozen (bd)
- 74/47/20. Immari Beijo (bd)
- 74/47/20. Nakagawa Dokyu Kyudo (zm. 29 grudnia 2007)

- 70/43/16. Razan Gemma (1815–1867)

- 71/44/17. Nan’in Zengu (1834–1904)
- 71/44/17. Toshu Zenchu (1839–1925)

- 72/45/18. Ko’in Jiteki (1866–1909)

- 71/44/17. Mugaku Bun’eki (1818–1887)

- 72/45/18. Daiko Sojun (1841–1911)

- 70/43/16. Myōki Sōseki (1774–1848)

- 71/44/17. Karyō Zuika (1790–1859)

- 72/45/18. Tankai Genshō (1811–1898)

- 73/46/19. Dokutan Sōsan (1840–1917)

- 74/47/20. Nanshinken Mukai Koryō (1864–1935)

- 75/48/21. Nakamura Kyōsan Taiyū (1886–1954)

- 76/49/22. Miura Isshū Jitō (1903–1978 nie zostawił spadkobiercy Dharmy

- 75/48/21. Shibayama Zenkei (1894–1974)

- 76/49/22. Takayama Taigan (bd)

- 70/43/16. Hogaku Soju (1825–1901)
- 70/43/16. Goten Dokei (1814–1891)

- 71/44/17. Jitsuso Teijin (1851–1909)

- 72/45/18. Rosan Eko (bd)

- 70/43/16. Kaisan Sokaku (Bukoku Myogen) (1768–1846)

- 71/44/17. Kyodo Etan (1808–1895)

- 72/45/18. Kyuho Ichisei (1833–1916)

- 73/46/19. Ten’o Erin (1859–1889)

- 72/45/18. Daishu Soju (1817–1889)

- 73/46/19. Kodo Genchu (1830–1890)

- 71/44/17. Yosan Soshiki (1779–1859)

- 70/43/16. Getsusan Kokyo (Daiki Myokan) (1789–1855)
- 70/43/16. Seki’o Somin (Daitetsu Hogan) (1794–1857)
- 70/43/16. Hoshu Zemmyo (Dai'ien Shokaku) (1802–1872)
- 70/43/16. Shun’no Zenetsu (Reiki Jin'o) (1772–1844?)

- 71/44/17.

- 72/45/18.

- 73/46/19.

- 74/47/20. Mokurai Soen (1854–1930)

- 69/42/15. Gyo’o Gensetsu (Shinkan Jisho) (1756–1831)

- 70/43/16. Zoho Bunga (Jinkan Dokusho) (1774–1825)

- 71/44/17. Ho’un Genshi (zm. 1875)

- 70/43/16. Kankai Soju Bunga (Hogan Reikan) (1779–1860)
- 70/43/16. Mannin Gen’i (Jinki Myokan) (1789–1860)
- 70/43/16. Kendo To’e (Mujin Shoto) (zm. 1820)
- 70/43/16. Hosan Gemmon (1784–1838)
- 70/43/16. Etsukei Shisei (1770–1838)